# Yasaka Kōshin-dō

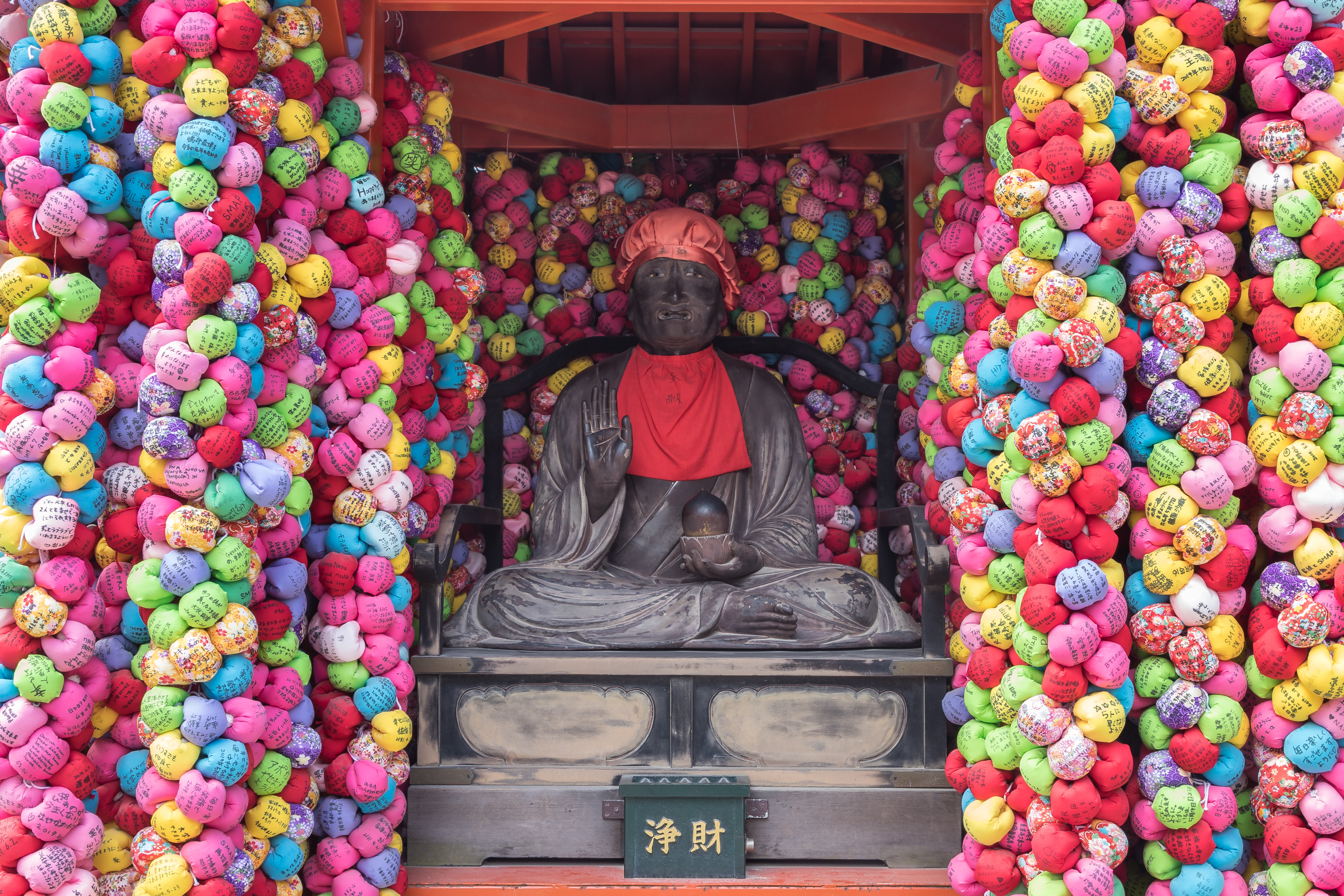
Kukurizaru multicolores en 2019

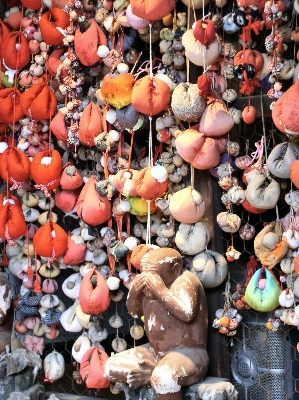
Kukurizaru en 2007

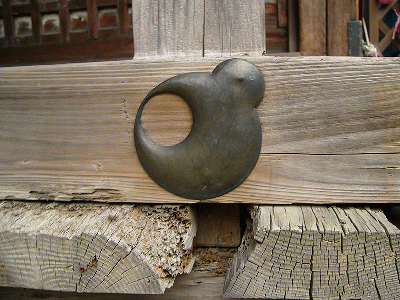
Le symbole Kōshin-dō

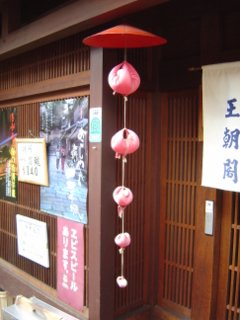
Les talismans Kukurizaru

Le Yasaka Kōshin-dō (八坂庚申堂), ou de son nom complet Daikoku-san Kongō-ji Kōshin-dō (大黒山金剛寺庚申堂), est un petit temple situé dans l'arrondissement de Higashiyama-ku de Kyoto au Japon. Le temple se trouve dans le voisinage du Kiyomizu-dera.
Le temple est consacré à Kōshin-san (庚申さん), surnom de son principal objet de culte Shōmen Kongō (青面金剛), un guerrier protecteur bleu et aux  « singes de la sagesse ». Ils représentent la foi Kōshin. 
Selon la croyance Kōshin, Kōshin-san passe pour aider tous ceux qui luttent pour leur gagne-pain, avec tous leurs efforts pour être de bonnes personnes. Il est également censé punir les méchants.
Kukurizaru est le talisman en tissu en forme de boule qui représente les singes de bonne foi.

## Kukurizaru
Dans de nombreux endroits du temple sont suspendues des boules de couleur représentant Kukurizaru, un singe aux mains et aux pieds liés. Selon la croyance Kōshin, il représente le contrôle de la créature ludique et animée par le désir que chacun possède à l'intérieur de son corps.
La croyance populaire dit que pour voir un vœu exaucé, il faut sacrifier un désir. Si l'on place son désir à l'intérieur d'une des boules de couleur qui représentent le singe Kukurizaru, Kōshin aidera à faire disparaître ce désir et parce que les désirs sont ce qui empêche les vœux de se réaliser, le souhait sera accordé et permettra à chacun de devenir une meilleure personne.
Il est également dit que si un désir se fait sentir, il faut joindre les mains et réciter le soutra bouddhiste : On deiba yakisya banta banta kakakaka sowaka. Kukurizaru et Kōshin-san l'entendront et viendront à l'aide.
Il y a de vieilles traditions et croyances concernant les singes au Japon. Les singes sont considérés des esprits amicaux qui protègent les maisons contre les mauvais esprits et les intentions néfastes. Les trois singes dans l'attitude de « ne pas entendre, ne pas voir, ne pas parler » font partie de la foi Kōshin.

## Référence
- (en) Cet article est partiellement ou en totalité issu de l’article de Wikipédia en anglais intitulé « Yasaka Kōshin-dō » (voir la liste des auteurs).